# Tycho-2-Katalog

Die vom Tycho- und Hipparcos-Katalog erfassten Objekte im Vergleich zum gesamten Firmament. Farblegende siehe Beschreibungsseite

Der Tycho-2-Katalog ist ein Sternenkatalog, der im Jahr 2000 veröffentlicht wurde. Er wurde auf der Datenbasis der von der ESA betriebenen Hipparcos-Mission erstellt. Es handelt sich um eine Weiterentwicklung auf der Datenbasis des Tycho-1-Kataloges von 1997, der über 1 Million Sterne enthielt.
Der Katalog enthält Positionen und Eigenbewegungen sowie photometrische Daten aus zwei Farbbereichen für 2.539.913 der hellsten Sterne. Der Katalog ist zu ungefähr 90 % komplett bis zu einer Magnitude von 11,5 und zu 99 % komplett bis zu einer Magnitude von 11. Doppelsterne und Mehrfachsterne sind aufgelöst bis zu einem Winkel von 0,8 Bogensekunden.
Die Daten aus diesem Katalog wurden miteinbezogen bei der Tycho-Gaia Astrometric Solution (TGAS) für 2.057.050 Objekte, die zusammen mit Daten der Gaia-Mission im Gaia DR1 Katalog veröffentlicht wurden. Die Eigenbewegung ist genau bis auf 1 Millibogensekunden (mas) pro Jahr, die Positionen und Parallaxen bis auf ±0,3 mas.  
Der Katalog enthält keine Angaben zur Radialbewegung, da Hipparcos keine Instrumente für diesen Zweck hatte.  